# المشتبه بهم في قضية جاك السفاح

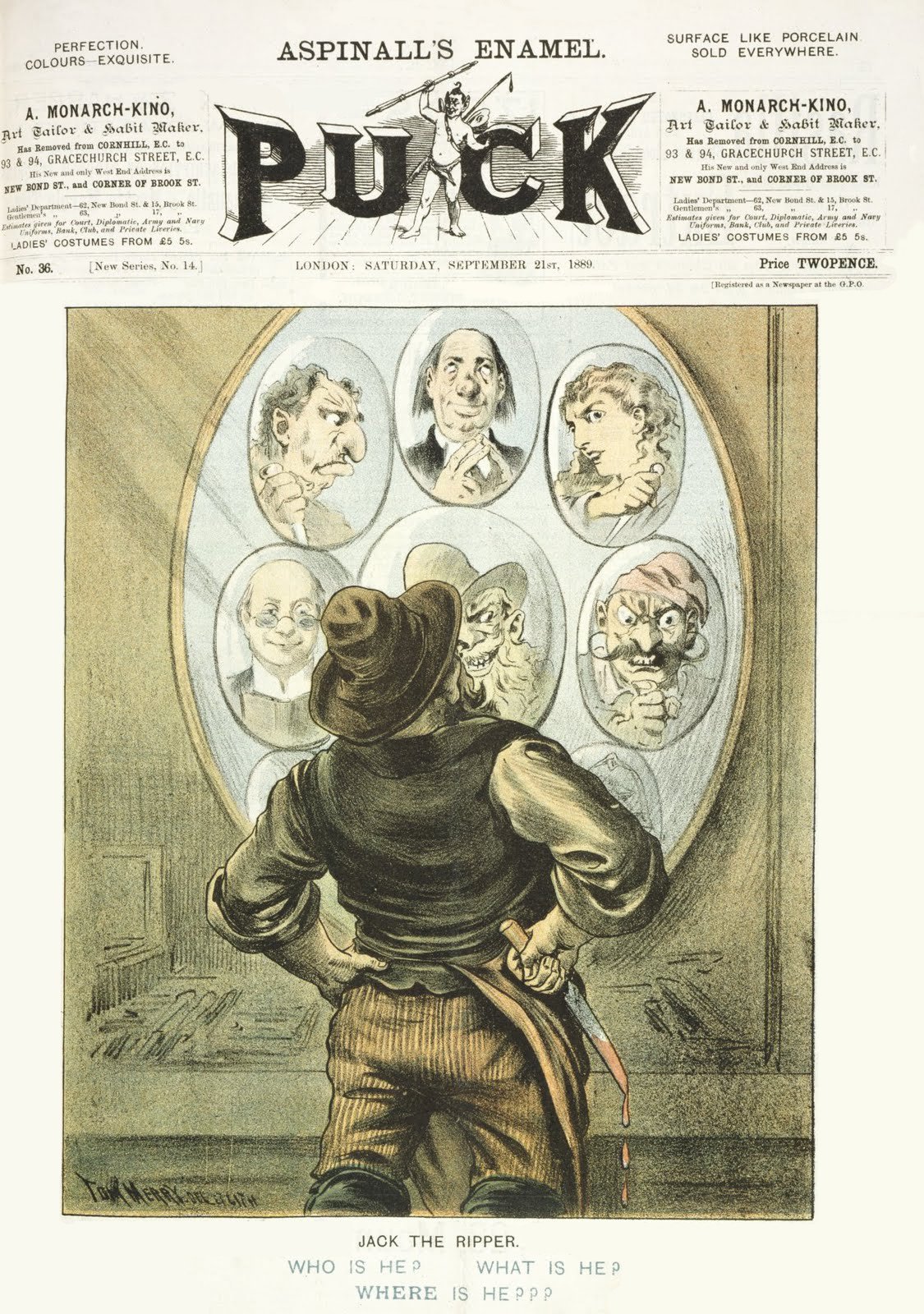
رسم كاريكاتوري يُظهر جاك السفاح يشاهد صورًا لمشتبه بهم

يعتبر جاك السفاح أحد أشهر القتلة المتسلسلين في العالم والأكثر شهرة في بريطانيا حيث قام بجرائم قتل طالت خمسة تاجرات هوى في المناطق الفقيرة جدا في منطقة وايت تشابل شرق لندن وكل الجرائم كانت في عام 1888 بدأت من صيفه وأستمرت حتى أوائل شتاءه. لم يتم التعرف على هوية جاك السفاح حتى يومنا هذا ولكن كان هناك عدد من المشتبه بهم في هذه القضية التي عدت وصمة العار الأكبر في تاريخ الشرطة البريطانية لأنها عجزت عن حلها، وتضمنت قائمة المشتبه بهم أكثر من 100 شخص جميعهم ميتين الآن. على الرغم من ظهور العديد من النظريات، إلا أن الباحثون يرون بأنها غير مقنعة ولا يرون بأن الأشخاص المشتبه بهم في القضية مثيرون للشك.

## المشتبه بهم الرئيسيين

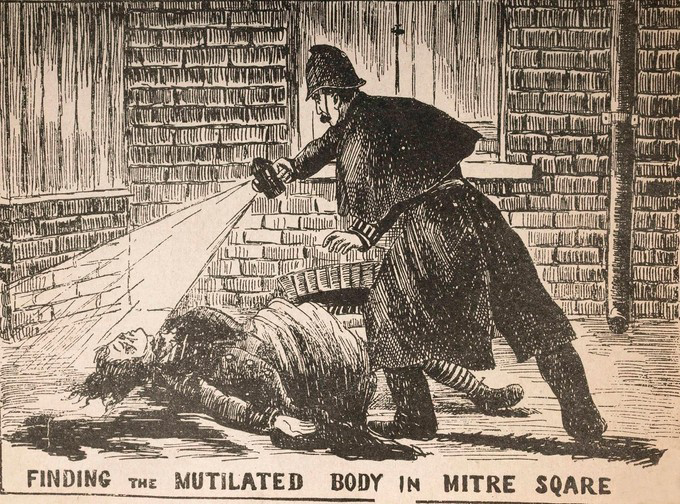
رسم يُظهر شرطي يقوم بإكتشاف جثة كاثرين أيدوس

تظهر ملفات شرطة لندن أن تحقيقهم في عمليات القتل المتسلسلة شمل 11 جريمة قتل منفصلة بين عامي 1888 و1891، عُرفت في ملف الشرطة باسم "جرائم قتل وايت تشابل". خمسة منها وهن جرائم قتل ماري آن نيكولز، وآني تشابمان، واليزابيث برايد، وكاثرين أيدوس وماري جين كيلي متفق عليهن عمومًا على أن تكون من عمل قاتل واحد، يُعرف باسم "جاك السفاح". وقعت جرائم القتل هذه بين أغسطس ونوفمبر 1888 على بعد مسافات قصيرة من بعضها البعض، وتُعرف مجتمعة بإسم "الكنسية الخمسة". جرائم القتل الست الأخرى - تلك التي ارتكبت بحق إيما إليزابيث سميث، مارثا تابرام، روز ميليت، أليس ماكنزي، فرانسيس كولز وجذع شارع بينشين - تم ربطهم بجاك السفاح بدرجات متفاوتة. أدت سرعة تنفيذ عمليات القتل وأسلوب التشويه الذي تم إجراؤه على بعض الجثث، والتي شملت نزع الأحشاء وإزالة الأعضاء، إلى تكهنات بأن القاتل كان يتمتع بمهارات طبيب أو جزار. تم التحقيق في أعذار الجزارين والمسلحين المحليين، ونتيجة لذلك تم استبعادهم من التحقيق. تمت مقابلة أكثر من 2000 شخص، وتم التحقيق مع ما يزيد عن 300 شخص، وتم اعتقال 80 شخصًا.
أثناء التحقيق في جرائم القتل، اعتبرت الشرطة العديد من الرجال من المشتبه بهم الرئيسيين على أن هناك دلائل قوية ضدهم، على الرغم من عدم توجيه أي تهمة رسمية إلى أي منهم.

### مونتاج جون درويت
كان مونتاج جون درويت (15 أغسطس 1857 - أوائل ديسمبر 1888) محاميًا مولودًا في دورست وعمل لتكملة دخله كمساعد مدرس في بلاكهيث في لندن حتى فصله قبل وقت قصير من انتحاره بالغرق في عام 1888. تم العثور على جثته طافية على نهر التايمز بالقرب من تشيسويك في 31 ديسمبر 1888. يقترح بعض المؤلفين المعاصرين أن درويت ربما تم فصله لأنه كان مثليًا وأن هذا قد يدفعه إلى الانتحار. ومع ذلك، عانت والدته وجدته من مشاكل نفسية، ومن المحتمل أنه تم فصله بسبب مرض نفسي وراثي أساسي. أدت وفاته بعد وقت قصير من آخر جريمة قتل (حدثت في 9 نوفمبر 1888) إلى قيام مساعد رئيس الشرطة السير ميلفيل ماكنتا بتسميته كمشتبه به في مذكرة بتاريخ 23 فبراير 1894. في الأول من سبتمبر وهو اليوم التالي لأول جريمة قتل، كان درويت يلعب الكريكيت في دورست، ويعتقد معظم الخبراء الآن أن القاتل كان محليًا في وايت تشابل، بينما عاش درويت على بعد أميال على الجانب الآخر من نهر التايمز في كينت. رفض المفتش فريدريك أبيرلين إدخال درويت باعتباره مشتبهًا رئيسيًا به على أساس أن الدليل الوحيد ضده كان صدفة توقيت انتحاره بعد وقت قصير من آخر جريمة قتل.

### سيورين كوزوفسكي
ولد في كونغرس بولندا وهاجر إلى المملكة المتحدة في وقت ما بين 1887 و1888 قبل وقت قصير من بدء جرائم القتل في وايت تشابل. بين عامي 1893 و1894 إتخذ اسم تشابمان اسمًا له. قام على التوالي بتسميم ثلاث من زوجاته وأصبح يعرف باسم "سم البلدة". تم شنقه بسبب جرائمه في عام 1903. في وقت جرائم القتل، كان يعيش في وايت تشابل لندن، حيث كان يعمل حلاقًا، وذكرت صحيفة بال مول جازيت أنه تم الاشتباه بتشابمان بعد إدانته. ومع ذلك، لا يتفق آخرون على أن تشابمان هو الجاني المحتمل لأنه قتل زوجاته الثلاث بالسم ومن غير المألوف (وإن لم يسمع به) أن يقوم قاتل متسلسل بإجراء مثل هذا التغيير الجذري في طريقة العمل.

### آرون كوسمينسكي
كان يهودي بولندي ولد في 11 سبتمبر 1865 وهاجر مع عائلته إلى بريطانيا وذُكر بأنه كان يعمل كحلاق في وايت تشابل ولكن بسبب إضطراباته العقلية تخلت عنه عائلته وأرسلته إلى مستشفى للأمراض العقلية والنفسية إلا أنه هرب وتوفي في 24 مارس 1919. يعد كوسمينسكي أحد أقوى المشتبه بهم في القضية بسبب إقتراب قصته من المنطق والواقع أكثر من القصص الأخرى. في عام 2014، توصل بحث فريق علمي عن الحمض النووي الموجود على أحد الأدلة في أحدى الجرائم على أنه يرجع لآرون كوسمينسكي، لكن تم نفي ذلك من قبل العديد من الجهات الأخرى.

### مايكل أوستروج
كان مايكل أوستروج (1833 - في عام 1904 أو بعده) لصًا ومحتالًا روسي المولد. استخدم العديد من الأسماء المستعارة والألقاب المفترضة. من بين ادعاءاته العديدة المشكوك فيها أنه كان جراحًا في البحرية الروسية. تم ذكره كمشتبه به بعد عام من مقتل الضحايا الخمسة. فشل الباحثون في العثور على أدلة على أنه ارتكب جرائم أخطر من الاحتيال والسرقة. اكتشف المؤلف فيليب سوغدن سجلات السجن التي تظهر أن أوستروج سُجن لارتكاب جرائم صغيرة في فرنسا خلال فترة جرائم القتل. تم رؤيته آخر مرة على قيد الحياة في عام 1904. تاريخ وفاته غير معروف.

### جون بيزر
كان جون بيزر أو بيسر (1850-1897) يهوديًا بولنديًا عمل كصانع أحذية في وايت تشابل. في الأيام الأولى لجرائم القتل في وايت تشابل، اشتبه العديد من السكان المحليين في أنه القاتل، وكان بيزر يُعرف باسم "Leather Apron" بمعنى مئزر الجلود. كانت لديه إدانة سابقة بجريمة طعن، ويبدو أن رقيب الشرطة ويليام ثيك يعتقد أنه ارتكب سلسلة من الاعتداءات البسيطة على البغايا. بعد مقتل ماري آن نيكولز وآني تشابمان في أواخر أغسطس وأوائل سبتمبر 1888 على التوالي، قام ثيك باعتقال بيزر في 10 سبتمبر، على الرغم من أن مفتش التحقيق ذكر أنه "لا يوجد دليل على الإطلاق ضده". تمت تبرئته من الشبهات عندما اتضح أن لديه أعذار في إثنتين من جرائم القتل. كان يقيم مع أقاربه وقت إحدى جرائم القتل، وكان يتحدث مع ضابط شرطة بينما كان يشاهد حريقًا هائلاً في موانئ لندن في وقت آخر. كان بيزر وثيك يعرفان بعضهما البعض منذ سنوات، وأشار بيزر إلى أن اعتقاله كان على أساس العداء وليس الأدلة. نجح بيزر في الحصول على تعويض نقدي من صحيفة واحدة على الأقل وصفته بالقاتل. اتهم ثيك نفسه بأنه السفاح من قبل إتش تي هاسلوود من توتنهام في رسالة إلى وزارة الداخلية بتاريخ 10 سبتمبر 1889 وتم رفض الإتهام الذي يُفترض أنه كيد لأنه لا أساس له.

### جيمس توماس سادلر
جيمس توماس سادلر (1837 - 1906 أو 1910) كان صديقًا لفرانسيس كولز وهي آخر ضحية تمت إضافتها إلى ملف الشرطة الخاص بجرائم القتل في وايت تشابل. قُتلت كولز في 13 فبراير 1891. تم اكتشاف جثتها تحت قوس للسكك الحديدية. أصيبت بجروح عميقة في رقبتها. كانت لا تزال على قيد الحياة لكنها ماتت قبل وصول المساعدة الطبية. تم القبض على سادلر، ولكن لم تكن هناك أدلة كافية ضده. على الرغم من أن الشرطة اعتبرته لفترة وجيزة أحد المشتبه بهم في القضية، إلا أنه كان في البحر وقت ارتكاب أول أربع جرائم قتل وأُطلق سراحه دون توجيه تهمة إليه. يُعتقد أن سادلر كان رجلاً منزعجًا من السيطرة ومدمنًا للشرب وصحبة البغايا.

### فرانسيس تمبليتي
حصل فرانسيس تومبليتي (1833-1903) على ثروة صغيرة حيث تظاهر بأنه طبيب هندي للأعشاب في جميع أنحاء الولايات المتحدة وكندا، وكان يُنظر إليه عمومًا على أنه كاره للنساء ودجال. ارتبط بوفاة أحد مرضاه، لكنه هرب من المحاكمة. في عام 1865، تم القبض عليه بتهمة التواطؤ المزعوم في اغتيال أبراهام لينكولن، ولكن لم يتم العثور على أي صلة له بالحادث، وتم إطلاق سراحه دون توجيه اتهامات إليه. كان تمبليتي في إنجلترا عام 1888، واعتقل في 7 نوفمبر، على ما يبدو لتورطه في أفعال مثلي الجنس، والتي كانت غير قانونية في ذلك الوقت. أفاد بعض أصدقائه أنه عرض مجموعة من المصفوفات (الأرحام) من "كل فئة من النساء" في هذا الوقت تقريبًا. في أثناء انتظار المحاكمة، قام بالفرار إلى فرنسا ثم إلى الولايات المتحدة. اشتهر بالفعل في الولايات المتحدة بالترويج لنفسه والتهم الجنائية السابقة ضده، وتم الإبلاغ عن اعتقاله على صلة بجرائم القتل. ذكرت تقارير أمريكية تفيد بأنه حاول مجموعة أشخاص تسليمه ولكن لم تؤكد الصحافة البريطانية أو شرطة لندن هذا الخبر، وقالت شرطة مدينة نيويورك بأنه "لا يوجد دليل على تواطؤه في جرائم القتل في وايت تشابل، والجريمة التي كان معتقلا من أجلها في لندن غير قابلة للتسليم".